# Taxicab Manufacturing Company
Taxicab Manufacturing Company war ein US-amerikanischer Hersteller von Automobilen.

## Unternehmensgeschichte
Das Unternehmen hatte den Sitz in New York City. Im März 1924 begann die Produktion von Automobilen. Der Markenname lautete Traveler. 1925 endete die Produktion.
Weitere US-amerikanische Automobilhersteller mit diesem Markennamen waren Neustadt Automobile & Supply Company (1905), Bellefontaine Automobile Company (1907–1908), Traveler Automobile Company (1910–1911) und Traveler Motor Car Company (1913–1914).

## Fahrzeuge
Im Angebot standen ausschließlich Taxis. Sie hatten einen Vierzylindermotor von Buda. Die Kraftübertragung kam von Brown-Lipe. Das Fahrgestell hatte 276 cm Radstand. Die Karosserie von der Blue Ribbon Company bot Platz für fünf Personen.
Eine andere Quelle nennt 3,75 Zoll Bohrung und 5,125 Zoll Hub für den Motor. Das sind umgerechnet 95,25 mm Bohrung, 130,175 mm Hub und 3710 cm³ Hubraum.